# 홍길동 (드라마)
《홍길동》은 1998년 7월 22일부터 1998년 9월 10일까지 방송되었던 SBS 수목 드라마로 조선시대 배경으로 소설 《홍길동전》을 각색했다. 외환 위기인 1998년에 방송되며 난세에 영웅이 등장해 희망을 주는 이야기로 큰 인기를 모았다. 아울러 김석훈이 연기 호평을 받으며 데뷔한 프로그램이기도 하다.
다만 지나친 선정적 장면 등으로 물의를 샀고 애초 배용준이 홍길동 역으로 낙점되었으나 영웅 이미지로 굳어지는 것이 싫어서 고사했으며 배용준 외에도 정우성, 장동건, 송승헌 등이 홍길동 역할 물망에 올랐고 황수정이 홍길동 상대 역할 물망에 거론됐지만 이런저런 사정으로 무산됐다.

## 제작진

### 기획
- 이종한

### 조연출
- 박형기
- 정효

### 극본
- 이한호

### 연출
- 정세호

## 등장 인물

### 주요 인물
- 김석훈 : 홍길동 역
- 김원희 : 해암의 딸 인옥 역

### 주변 인물
- 김규철 : 중종 역
- 김상중 : 이업 역
- 김흥기 : 활빈당 당주 해암 역
- 노영국 : 연산군 역
- 남성진 : 홍길현
- 박병훈 : 홍길동 외숙부 역
- 박상아 : 설향 역
- 서범석
- 박준규 : 임성중의 큰아들 역
- 송귀현 : 활빈당 일원 역
- 양동재
- 유태웅 : 준동 역
- 임대호 : 활빈당 일원 역
- 윤철형 : 활빈당 일원 역
- 이계인 : 활빈당 일원 역
- 이덕화 : 임성중 역 (좌의정)
- 이종원 : 우용두 역
- 이혜숙 : 춘섬 역
- 윤용현 : 홍길동을 암살하려던 자객 역
- 전운 : 홍길동 아버지 역
- 전현 : 이희명 역
- 정성모 : 활빈당 일원 역
- 성동일
- 양금석
- 길용우 : 병판대감 역
- 이동신 : 이판대감 역
- 김광필
- 송지은
- 송희아

## 수상
- 1998년 1998 SBS 연기대상 남자 신인상 - 김석훈